# Kreślina
Kreślina – osada leśna, osada leśna w Polsce położona w województwie świętokrzyskim, w powiecie jędrzejowskim, w gminie Słupia.
W latach 1975–1998 miejscowość administracyjnie należała do województwa kieleckiego.

## Położenie
Położona około 800 m na zachód od wsi Hektary.